# わかつきめぐみ
わかつき めぐみ（1963年〈昭和38年〉2月6日 - ）は、日本の漫画家。新潟県新潟市出身、千葉県在住。血液型はA型。

## 経歴
1982年、『LaLa』4月大増刊号に掲載の「春咲きハプニング」でデビュー。白泉社の漫画雑誌『LaLa』『LaLaスペシャルCindy』『月刊メロディ』（現MELODY）などで作品を発表している。1993年から一時講談社の『少女フレンド』『Me』『ザ・デザート』などでも執筆した。1990年、「So What?」で第21回星雲賞コミック部門を受賞した。初期から現在に至るまで、家族、友人、隣人などとの「日常の絆の再構築」をテーマとした作品が多く、細い描線による独特の絵柄と温かみのある視点で人間を描くことを得意とする。
新潟市に生まれ、父親の転勤にともなって小学5年生の時に石川県金沢市に転居。中学1年の夏、歯科医の待合室にあった『別冊少女コミック』（小学館刊）で萩尾望都の「11人いる!」前編を読んだことをきっかけに漫画を描き始め、翌1978年から「LaLaまんがスクール」への投稿を開始した。
高校在学中に8回目の投稿作が「第29回LaLaまんがスクール」（1980年）で8位に入賞したときには、かねてからファンレターを繰り返し送っていた同じ金沢市民の坂田靖子から電話を受けた。さらに入賞に伴って担当となった編集記者のアドバイスで坂田宅を訪問し、ネームの作り方を学んだ。投稿を重ねたあと、高校卒業後転居した京都市在住時にデビューした。
デビュー直後の一時期、かがみあきらに私淑し、初期の「トライアングル・プレイス」（1984年）から「So What?」（1986年 - 1989年）にかけて、絵柄やストーリーのテーマに影響が強く見られた。のち寺田寅彦、夏目漱石、内田百閒などの文学者の影響も受けている。音楽ユニットのムーンライダーズ、メトロファルス、ZABADAKなどのファンとしても知られる。
デビュー後まもなく父親の転勤で千葉県に転居し、出版社のある東京に近いことから定住。後年普及したパソコンやインターネットなどのデジタル家電とは無縁の暮らしを続けている。
2021年6月には『わかつきめぐみ迷宮探訪』の出版を記念した原画展が東京・スパンアートギャラリーで開催された。

## 作品リスト
(かっこ内は雑誌発表年)
- 不協和音ラプソディ（1982-84年、白泉社）
- ぱすてると〜ん通信（1982-87年、白泉社）
- トライアングル・プレイス（1984年、白泉社）
- 月は東に日は西に（1985-86年、白泉社）
- So What?（1986-89年、白泉社）
- 水のソルティレージュ（1990年、白泉社、単行本未収録）
- 黄昏時鼎談（1987-90年、白泉社）
- グレイテストな私達（1990-91年、白泉社）
- ご近所の博物誌（1992-93年、白泉社）
- 夏藤さんちは今日もお天気（1993-94年、講談社）
- ヨツジロさん（1995年、講談社）
- きんぎんすなご -金銀砂子-（1996-97年、講談社）
- 言の葉遊学（1996-98年、白泉社）
- 夏目家の妙な人々（1998年、講談社）
- ローズ・ガーデン（1999年、講談社）
- ソコツネ・ポルカ（2000-01年、白泉社）
- そらのひかり（2002年、白泉社）
- Cotton Candy Cloudy（2003年、白泉社）
- 主様シリーズ（1990-2006年、白泉社、単行本『ゆきのはなふる』）
- 夜のしっぽ（2006-08年、徳間書店『SF Japan』・白泉社文庫版『言の葉遊学・ご近所の博物誌』）
- シシ12か月（2004-07年、白泉社）
- やにゃかさんぽ（2009年-2014年、白泉社）
- ことことほとほと（2015年、白泉社）
- お猫さまズ暮らし。（2017年- 白泉社e-net!『マンガPark』連載中、白泉社）
  1. 単行本『お猫さまズ暮らし。』
  2. 『お猫さまズ暮らし。ぐるぐる』
  3. 『お猫さまズ暮らし。がじがじ』
  4. 『お猫さまズ暮らし。はるちゃんといっしょ』
  5. 『お猫さまズ暮らし。はるちゃんジャーにゃル』
- 古道具よろず屋日乗（2021年、白泉社『わかつきめぐみ迷宮探訪』）

## 画集リスト
- カードギャラリー　わかつきめぐみ（1985年、白泉社)

## 挿絵作品リスト
- 波多野鷹「そして ぼくは歩きだす」（集英社コバルト文庫）
- 水杜明珠「ヴィシュバ・ノール変異譚シリーズ」（集英社コバルト文庫）
- 妹尾ゆふ子「夢の岸辺シリーズ」（講談社 X文庫ホワイトハート）

## イメージアルバム
- わかつきめぐみの宝船ワールド（1987年、ビクター音楽産業）